# Albert Young (Boxer)
Albert Young (* 28. September 1877 in Lauterecken, Rheinland-Pfalz als Albert Jung; † 22. Juli 1940 in San Francisco, Kalifornien) war ein US-amerikanischer Boxer im Weltergewicht.
Young nahm an den Olympischen Sommerspielen im Jahre 1904 in St. Louis teil und eroberte mit Siegen über Jack Eagan und Harry Spanjer die Goldmedaille. 
Nach seiner Boxkarriere wurde er 1906 Promoter in San Francisco. Young arbeitete zunächst im Association Club, einem kleinen Club, in dem viele Boxer aus der Bay Area ihre Karrieren begannen. Im Jahr 1923 verlegte Young seine Promotion in die National Hall.
1940 starb Young, der an Anämie und Geschwüren litt, nach mehreren erfolglosen Bluttransfusionen. Viele seiner erhaltenen Blutspenden stammten von ehemaligen Boxern, die Young gefördert hatte.